# L'Adoration des mages (Mabuse)
Pour les articles homonymes, voir L'Adoration des mages (homonymie).
L'Adoration des mages est une huile sur bois de Jan Mabuse, réalisée entre 1510 et 1515, qui mesure 177,2 sur 161,8 cm. Elle représente l'adoration des mages. Elle est conservée à la National Gallery à Londres. Elle a été parfois attribuée à Albrecht Dürer. Elle est acquise par la National Gallery en 1911 pour 40 000 £.